# Хайдун (округ)
Хайду́н (кит. упр. 海东, пиньинь Hǎidōng) — городской округ в провинции Цинхай КНР. Название означает «к востоку от моря» (под «морем» имеется в виду озеро Кукунор).

## История
При империи Хань в 121 году до н. э. генерал Хо Цюйбин разгромил сюнну, кочевавших западнее петли Хуанхэ, и создал там базу для дальнейшего наступления. В 111 году до н. э. генералы Ли Си и Лан Чжун разгромили цянов, живших у реки Хуаншуй, и основали пост Сипин. В 61 году до н. э. были приведены к покорности цяны, жившие на территории современного Хайдуна, и был создан округ Цзиньчэн (金城郡), которому подчинялись уезды Юньу (允吾县), Аньи (安夷县) и Поцян (破羌县); власти округа разместились в уезде Юньу. В результате развития территории западная часть округа была в 213 году выделена в отдельный округ Сипин (西平郡).
В эпоху Южных и Северных династий эти земли постоянно переходили из рук в руке в ходе войн между многочисленными короткоживущими государственными образованиями. В 397 году образовалось государство Южная Лян, столица которого в итоге была перемещена в эти места; в 414 году его аннексировало Западная Цинь.
При империи Тан эти земли стали одни из театров боевых действий танско-тибетских войн. После падения империи Тан эти земли были захвачены тибетцами, которые в XI веке образовали здесь государство Гусыло. В начале XII века их захватило тангутское государство Западное Ся, затем китайская империя Сун, потом чжурчжэнская империя Цзинь, а в XIII веке их захватили монголы. При монгольской империи Юань из Средней Азии в Цинхай стали постепенно прибывать мусульмане.
При империях Мин и Цин большая часть современного городского округа Хайдун входила в состав области Хэчжоу (河州), а меньшая — была подчинена Сининской управе (西宁府). После Синьхайской революции в Китае была проведена реформа структуры административного деления, и с 1 июня 1913 году области и управы были упразднены.
После образования КНР все уезды современного Хайдуна до 1978 года находились под непосредственным управлением властей провинции Цинхай. 19 октября 1978 года постановлением Госсовета КНР был создан округ Хайдун (海东地区), состоящий из 5 уездов и 4 автономных уездов.
В 1985 году уезд Миньхэ был преобразован в Миньхэ-Хуэй-Туский автономный уезд, в результате чего округ Хайдун стал состоять из 4 уездов и 4 автономных уездов. В 1999 году уезды Хуанчжун и Хуанъюань были переданы под юрисдикцию Синина.
В 2013 году округ Хайдун был преобразован в городской округ; бывший уезд Лэду стал районом Лэду в его составе.
В 2015 году уезд Пинъань был преобразован в район городского подчинения.

## Административно-территориальное деление
Городской округ Хайдун делится на 2 района, 4 автономных уезда:
| Карта | №                                  | Статус                             | Название           | Иероглифы                  | Пиньинь | Площадь (км²) | Население (2012) |
| ----- | ---------------------------------- | ---------------------------------- | ------------------ | -------------------------- | ------- | ------------- | ---------------- |
|       |                                    |                                    |                    |                            |         |               |                  |
| 1     | Район                              | Пинъань                            | 平安区             | Píng'ān qū                 | 750     | 130 000       |                  |
| 2     | Район                              | Лэду                               | 乐都区             | Lèdū                       | 2600    | 290 000       |                  |
| 3     | Миньхэ-Хуэй-Туский автономный уезд | Миньхэ-Хуэй-Туский автономный уезд | 民和回族土族自治县 | Mínhé Huízú Tǔzú zìzhìxiàn | 1780    | 410 000       |                  |
| 4     | Хучжу-Туский автономный уезд       | Хучжу-Туский автономный уезд       | 互助土族自治县     | Hùzhù Tǔzú zìzhìxiàn       | 3321    | 380 000       |                  |
| 5     | Хуалун-Хуэйский автономный уезд    | Хуалун-Хуэйский автономный уезд    | 化隆回族自治县     | Huàlóng Huízú zìzhìxiàn    | 2740    | 280 000       |                  |
| 6     | Сюньхуа-Саларский автономный уезд  | Сюньхуа-Саларский автономный уезд  | 循化撒拉族自治县   | Xúnhuà Sǎlāzú zìzhìxiàn    | 1749    | 140 000       |                  |

## Экономика
В городе расположен центр хранения и обработки данных компании China Telecom.